# Dun, Ariège
Dun är en kommun i departementet Ariège i regionen Occitanien i södra Frankrike. Kommunen ligger  i kantonen Mirepoix som ligger i arrondissementet Pamiers. År 2022 hade Dun 650 invånare.

## Befolkningsutveckling
Antalet invånare i kommunen Dun
Referens: INSEE